# Dvärgsisel
Dvärgsisel (Spermophilus pygmaeus) är en däggdjursart som först beskrevs av Peter Simon Pallas 1778.  Spermophilus pygmaeus ingår i släktet sislar och familjen ekorrar.

## Taxonomi
De flesta arterna i det tidigare släktet Spermophilus har efter DNA-studier konstaterats vara parafyletiska med avseende på präriehundar, släktet Ammospermophilus och murmeldjur. Detta släkte har därför delats upp i flera släkten. Kvar i Spermophilus finns endast den gamla världens sislar, som, bland andra, denna art.
Catalogue of Life listar följande 5 underarter:
- S. pygmaeus pygmaeus (Pallas, 1778)
- S. pygmaeus brauneri (Martino, V. and E., 1917)
- S. pygmaeus herbicolus (Martino, V. and E., 1916)
- S. pygmaeus mugosaricus (Lichtenstein, 1823)
- S. pygmaeus musicus Ménétriés, 1832

## Beskrivning
En liten sisel med en kroppslängd mellan 17 och 23 cm, en svans på 2 till 5 cm och en kroppsvikt omkring 140 g. Som alla sislar har den små öron, korta ben, stora ögon och kindpåsar som den kan bära mat i. Pälsen på ovansidan är gulaktig till gråbrun med knappt märkbara fläckar, medan buksidan har vitaktig päls med en del insprängda, gula hår. Den vitaktiga pälsen fortsätter upp på bröst och strupe. Svansspetsen är gulaktig.

## Ekologi
Arten förekommer i öknar och halvöknar, gärna med växtlighet från malörtssläktet, på gräsmarker med ej för högvuxen vegetation, stäpper på sand- och lerjord samt trädesåkrar.
Dvärgsiseln är en dagaktiv art som lever i stora, underjordiska kolonier vilka kontinuerligt utökas. Födan består av rötter, lökar, gröna växtdelar och frön (bland annat säd). Arten sover vintersömn mellan september och mars; den kan dessutom ha en inaktivitetsperiod under heta somrar.

## Utbredning
Denna sisel förekommer från östra Ukraina över sydvästra Ryssland och norra Georgien till Kazakstan. Den vistas där i låglandet och i kulliga områden.

## Status
IUCN kategoriserar arten globalt som livskraftig. Populationen minskar emellertid; främsta orsaken är klimatförändringar. Södra delen av utbredningsområdet går mot ett allt torrare klimat, medan klimatet i norra delen tvärtom blir allt fuktigare; ingen av förändringarna är gynnsam för arten. Habitatförlust och biocidföroreningar till följd av ett moderniserat jordbruk är andra faktorer.